# Sylvain Wiltord
Sylvain Wiltord (Neuilly-sur-Marne, Isla de Francia, 10 de mayo de 1974) es un exfutbolista francés. Jugó de delantero y su último equipo fue el FC Nantes de la Ligue 2 de Francia. Debutó con la selección francesa con un doblete ante República Checa en 2000, en una recordada ráfaga inesperada de goles al equipo Checo después del minuto 90. Es conocido por el cántico "Wil Wil Wil..." con el cual la afición anticipaba sus goles con elevada eficacia.

## Biografía

### Inicios, Rennes y Burdeos
Wiltord inició su trayectoria como futbolista en el Stade Rennes en 1991, pero sin duda, explotó como futbolista la temporada 1993-94 cuando marcó 26 goles en una sola temporada, lo que lo convirtió en uno de los más cotizados delanteros de la Ligue 1. En 1996, Wiltord se unió al Deportivo de La Coruña, incluso fue presentado como jugador del club y afirmó que quería marcharse del Rennes, pero pocos días después, Wiltord fue cedido de nuevo al Rennes diciendo: «Prefería retirarme antes que calentar el banquillo». A la temporada siguiente fue traspasado al Girondins de Burdeos donde permaneció tres temporadas y marcó 46 goles en 99 partidos. Ganando la ligue 1 con el equipo Bordelés y siendo el máximo goleador de la misma con 22 goles.

### Arsenal FC
En el año 2000, Wiltord firmó por el Arsenal inglés, a cambio de 13 millones de libras, todo un récord para el club gunner, hasta el fichaje del ruso Andrei Arshavin en enero de 2009 por 15 millones de libras. Wiltord jugó cuatro temporadas con los gunners, disputando 104 partidos y marcando 32 goles, formando pareja atacante con un compatriota suyo, Thierry Henry.
Wiltord estuvo presente en la magnífica temporada en la que el Arsenal ganó la Premier League imbatido, de hecho, tras esa temporada, Wiltord se marchó del Arsenal.

### Olympique de Lyon
En verano de 2004, el contrato de Wiltord con el Arsenal expiró, así que firmó por el Olympique de Lyon, regresando de nuevo a Francia tras cuatro años fuera, Wiltord jugó tres temporadas ganando tres Ligue 1 y llegando a cuartos de final con el Lyon en la UEFA Champions League.

### Rennes, Marsella y Metz
En agosto de 2007, Wiltord regresó al club de sus inicios, el Rennes, firmando un contrato de dos años de duración y con la oportunidad de convertirse en asesor deportivo del club cuando finalizara su carrera.
En enero de 2009, Wiltord firmó por el Olympique de Marsella hasta final de temporada, tras la temporada 2008-09, Wiltord consideró fichar por un club de una liga americana o bien retirarse, pero en enero de 2010, firmó un contrato con el FC Metz para jugar hasta el final de la temporada.

## Selección nacional
Para Francia, Wiltord ha jugado 92 veces, y ha anotado 26 goles. Uno de estos goles fue en el minuto 94 de la final de la Eurocopa de fútbol 2000 , (Francia después ganó el título con un gol de oro de David Trezeguet). También jugó para Francia en la Copa Mundial de Fútbol de 2002, en la Eurocopa 2004 y en la Copa Mundial de Fútbol de 2006 en donde no tuvo mucha participación pero en la final contra  Italia entraría en el tiempo extra por Thierry Henry, concretando un penal en la tanda, a pesar de eso un penal errado por David Trezeguet le daría el tetracampeonato a los italianos.

### Participaciones en Copas del Mundo
| Mundial                        | Sede                  | Resultado    |
| ------------------------------ | --------------------- | ------------ |
| Copa Mundial de Fútbol de 2002 | Corea del Sur y Japón | Primera fase |
| Copa Mundial de Fútbol de 2006 | Alemania              | Subcampeón   |

### Participaciones en Copa FIFA Confederaciones
| Copa                           | Sede                  | Resultado |
| ------------------------------ | --------------------- | --------- |
| Copa FIFA Confederaciones 2001 | Corea del Sur y Japón | Campeón   |
| Copa FIFA Confederaciones 2003 | Francia               | Campeón   |

### Participaciones en Eurocopas
| Eurocopa      | Sede                   | Resultado        |
| ------------- | ---------------------- | ---------------- |
| Eurocopa 2000 | Bélgica y Países Bajos | Campeón          |
| Eurocopa 2004 | Portugal               | Cuartos de final |

## Clubes
| Club                  | País       | Año       |
| --------------------- | ---------- | --------- |
| Stade Rennais         | Francia    | 1992-1997 |
| Girondins Bordeaux    | Francia    | 1997-2000 |
| Arsenal               | Inglaterra | 2000-2004 |
| Olympique de Lyon     | Francia    | 2004-2007 |
| Stade Rennais         | Francia    | 2007-2008 |
| Olympique de Marsella | Francia    | 2009      |
| Metz                  | Francia    | 2010      |
| Nantes                | Francia    | 2011-2012 |

## Palmarés

### Campeonatos nacionales
| Título               | Club               | País       | Año  |
| -------------------- | ------------------ | ---------- | ---- |
| Division 1           | Girondins Bordeaux | Francia    | 1999 |
| Premier League       | Arsenal            | Inglaterra | 2002 |
| FA Cup               | Arsenal            | Inglaterra | 2002 |
| Community Shield     | Arsenal            | Inglaterra | 2002 |
| FA Cup               | Arsenal            | Inglaterra | 2003 |
| Premier League       | Arsenal            | Inglaterra | 2004 |
| Ligue 1              | Olympique de Lyon  | Francia    | 2005 |
| Supercopa de Francia | Olympique de Lyon  | Francia    | 2005 |
| Ligue 1              | Olympique de Lyon  | Francia    | 2006 |
| Supercopa de Francia | Olympique de Lyon  | Francia    | 2006 |
| Ligue 1              | Olympique de Lyon  | Francia    | 2007 |

### Campeonatos internacionales
| Título               | Equipo (*)           | Sede                   | Año  |
| -------------------- | -------------------- | ---------------------- | ---- |
| Eurocopa             | Selección de Francia | Bélgica · Países Bajos | 2000 |
| Copa Confederaciones | Selección de Francia | Corea del Sur Japón    | 2001 |
| Copa Confederaciones | Selección de Francia | Francia                | 2003 |

### Distinciones individuales
| Distinción                                      | Año  |
| ----------------------------------------------- | ---- |
| Máximo goleador de la Copa de la Liga (3 goles) | 1996 |
| Máximo goleador de la Ligue 1 (22 goles)        | 1999 |